# Saison 3 d'Une grenade avec ça ?
Chronologie
Saison 2 Saison 4
Cet article présente le guide des épisodes de la troisième saison de la série télévisée québécoise Une grenade avec ça ? dans l'ordre de la première diffusion.

## Liste des épisodes

### Épisode 1:Histoires de couples
- Québec : sur VRAK

Danny, toujours maire de Montréal, annonce à Réal que la ville lui octroie une subvention de cinq millions de dollars. Seule condition : il doit présenter un projet dans les 24 heures pour justifier le montant de cette subvention. C'est la panique ! Et la cata ! Par ailleurs, Danny voit revenir à lui Nancy, l'amour de sa vie et la femme de Pomerleau! Mais agit-elle avec de bonnes intentions? Ève, séparée de Norbert depuis l'épisode précédent, échange avec son amoureux des courriels enflammés. Mais qui est-il donc ?

### Épisode 2:Les Bonnes œuvres de Pat
- Québec : sur VRAK

### Épisode 3:Party, party pas
- Québec : sur VRAK

### Épisode 4:Jean-Régis Picasso
- Québec : sur VRAK

### Épisode 5:Fabrication syndicale
- Québec : sur VRAK

### Épisode 6:La Peine d'amour
- Québec : sur VRAK

### Épisode 7:La Rupture
- Québec : sur VRAK

### Épisode 8:Jeune femme cherche appartement
- Québec : sur VRAK

### Épisode 9:Made in Los Ponchos
- Québec : sur VRAK

### Épisode 10:C'est pas moi, c'est ma sœur
- Québec : sur VRAK

### Épisode 11:Passion impossible
- Québec : sur VRAK

### Épisode 12:Ça me dérange pas
- Québec : sur VRAK

### Épisode 13:Anaïsques jalousies
- Québec : sur VRAK

### Épisode 14:Missy Sonie
- Québec : sur VRAK

### Épisode 15:Second début
- Québec : sur VRAK

### Épisode 16:Le Couple en question
- Québec : sur VRAK

### Épisode 17:L'Imposteur
- Québec : sur VRAK

### Épisode 18:La Recrue
- Québec : sur VRAK

### Épisode 19:Nuit blanche à la sauce rouge
- Québec : sur VRAK

### Épisode 20:Fabuleux destin d'Anaïs Boutin
- Québec : sur VRAK

### Épisode 21:Ève contre l'ADBDPB
- Québec : sur VRAK

### Épisode 22:Erreur sur le gérant
- Québec : sur VRAK

### Épisode 23:Goodbye Creighton
- Québec : sur VRAK

### Épisode 24:Les Cours d'ambulance de Tché
- Québec : sur VRAK